# High Speed Craft

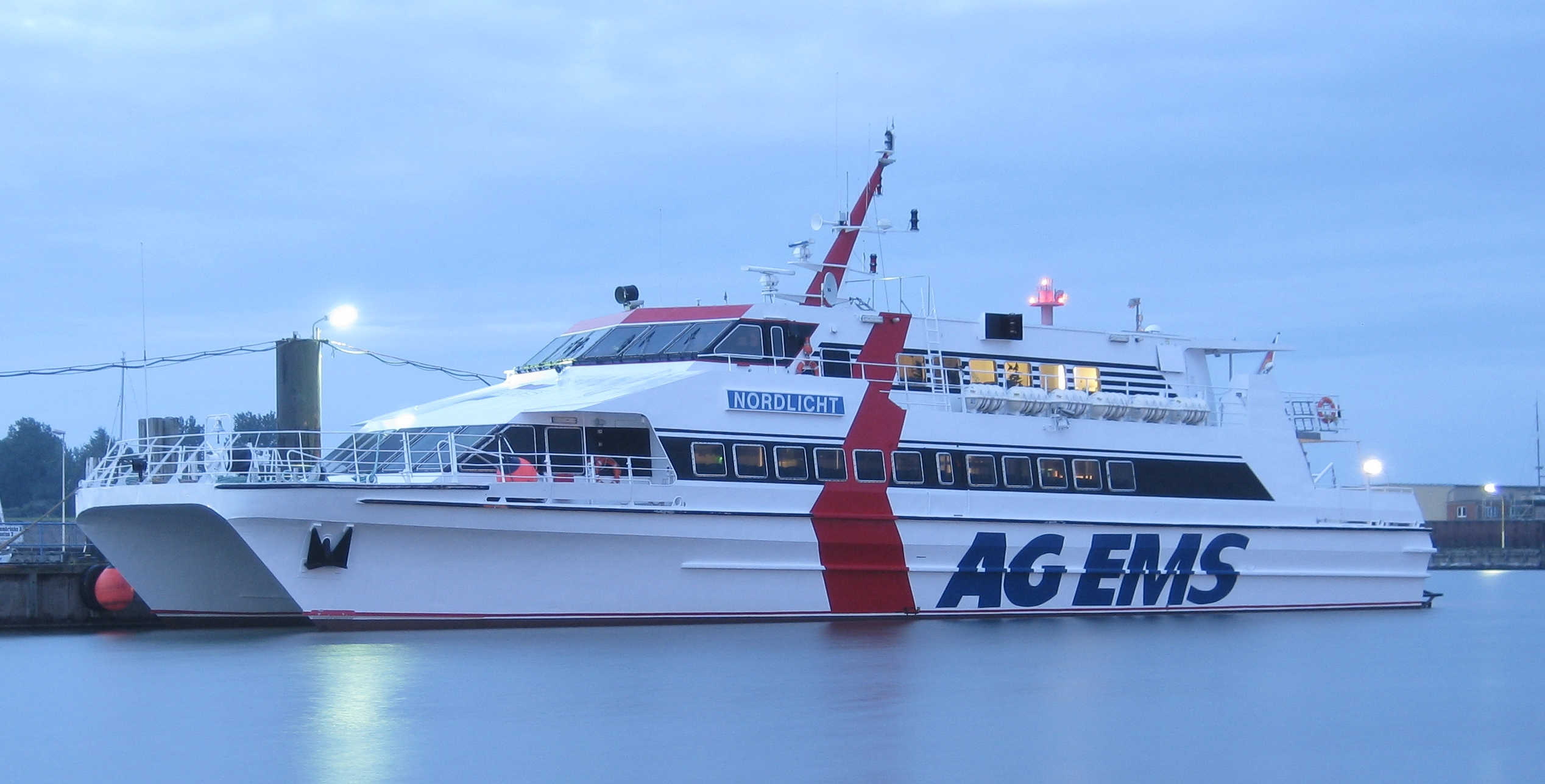
Der Katamaran Nordlicht in Borkum

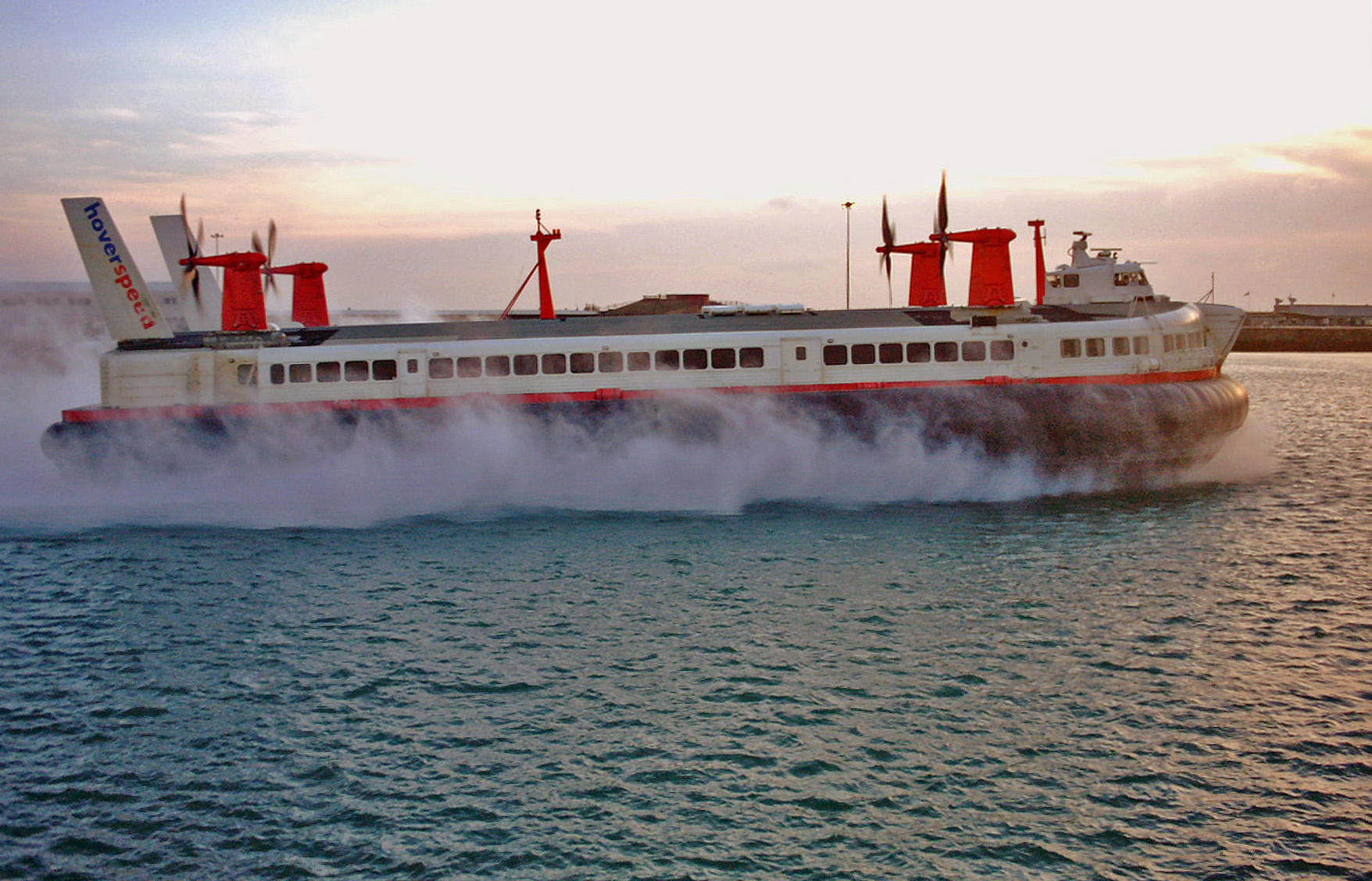
Ein Luftkissenfahrzeug

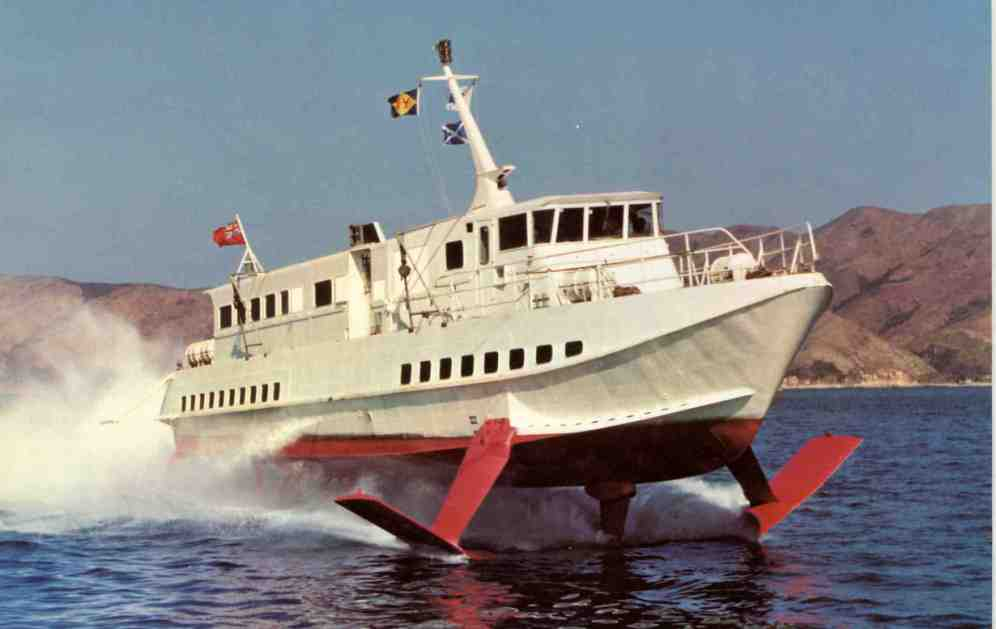
Ein älteres Tragflächenboot

Katamaranschiff HSV-2 Swift der U.S. Naval Forces

Ein High Speed Craft (kurz HSC, aus dem Englischen; im Deutschen auch Schnellfähre und Hochgeschwindigkeitsfähre genannt) ist ein Wasserfahrzeug, das eine bestimmte Geschwindigkeit im Vergleich zu jener Wasserverdrängung erreicht, die es bei höchstem zulässigem Gesamtgewicht und ruhendem Antrieb hat. Die Grenze zum HSC ist durch eine Potenzfunktion definiert, die beispielsweise zu 10 m³ rund 20 km/h oder 11 Knoten, zu 100 m³ rund 29 km/h oder 15 Knoten, zu 1.000 m³ rund 42 km/h oder 23 Knoten, und zu 10.000 m³ und rund 62 km/h oder 33 Knoten fordert. Dass gleiche Höchstgeschwindigkeit eines kleinen Boots und eines großen Schiffs nicht das Gleiche bedeutet, entspricht den traditionellen Grenzen der Rumpfgeschwindigkeit.
Häufig ist ein HSC nicht nur Verdränger, sondern beispielsweise Tragflächenboot oder Luftkissenfahrzeug.
Für ein HSC gelten besondere Regeln. Diese wurden in den späten 1970er Jahren zunächst für dynamischen Auftrieb nutzende Fahrzeuge eingeführt und Mitte der 1990er Jahre auf statischem Auftrieb verhaftete Fahrzeuge erweitert.
Die beiden Rümpfe von Katamaranen sind bei niedrigen Geschwindigkeiten weniger strömungsgünstig als ein einzelner größerer Rumpf, aber bei hohen Geschwindigkeiten günstiger, und ermöglichen die überkommenen Rumpfgeschwindigkeiten auf bis zu 35 Knoten bei 35 m Länge und bis zu 58 Knoten bei 110 m Länge zu erhöhen. Maschinengetriebene Katamarane für hohe Geschwindigkeiten wurden seit den 1970er Jahren zuerst in Norwegen entwickelt und stellten um das Jahr 2010 rund 60 % der mit Hochgeschwindigkeit verkehrenden Fähren. Ein Katamaran kann ein vergleichsweise robustes und wartungsarmes HSC sein. Small Waterplane Area Twin Hulls erfordern jedoch Mechanismen zur Stabilisierung bei hohen Geschwindigkeiten. Mancher Katamaran ist auch ein Tragflächenboot.